# Paradibolia
Paradibolia is een geslacht van kevers uit de familie bladkevers (Chrysomelidae).
De wetenschappelijke naam van het geslacht werd in 1875 gepubliceerd door Joseph Sugar Baly.

## Soorten
- Paradibolia philippinica Medvedev, 1993
- Paradibolia samarensis Konstantinov in Lopatin & Konstantinov, 1994